# Masacre de la familia de Greenough
La masacre de la familia de Greenough es el nombre dado a los asesinatos de Karen Mackenzie (31 años) y sus tres hijos Daniel (16 años), Amara (7 años), y Katrina (5 años) con un hacha en su remota granja rural en Greenough, Australia Occidental, el 21 de febrero de 1993. Fueron asesinados por William Patrick Mitchell (Bill Mitchell), un amigo de Karen Mackenzie. El crimen ha sido descrito como uno de los peores crímenes cometidos en Australia occidental y los detalles de las agresiones fueron ocultados al público al ser considerados demasiado horribles.

## Crimen
El día de la masacre, Mitchell se lo había pasado consumiendo una mezcla de marihuana, alcohol, y anfetaminas. El problema empezó con el sonido de su automóvil llegando ante la casa Mackenzie de madrugada. Daniel salió para ver quién era y fue afrontado por Mitchell, que provisto de un hacha, atacó mortalmente al joven para después enfilar hacia la casa, donde encontró a Karen durmiendo en el cuarto de estar sobre un colchón en el suelo. Después de atacarla también mortalmente con el hacha, violó el cuerpo. Amara y Katrina dormían cada una en su respectivo dormitorio, a los que Mitchell entró para proceder con ellas del mismo modo que con su madre.
Un matrimonio amigo llegó en su coche por la mañana y encontró el cadáver de Daniel tendido delante de la casa con la cabeza y cuello literalmente machacados a hachazos, al punto que apenas pudieron reconocer al alegre muchacho que estudiaba en el instituto local. No entraron y dieron media vuelta para telefonear a la policía en la casa más próxima. La policía y los detectives forenses registraron la escena y recogieron evidencias, como la huella de una mano en una puerta. Los primeros sospechosos eran el exmarido de Karen y padre de sus dos hijas menores, pero donde vivía había habido fuertes inundaciones esos días y las carreteras estaban impracticables y cortadas, y su novio actual. El funeral por las cuatro víctimas se celebró el 5 de marzo de 1993, al que asistió Mitchell. Pasaron cinco semanas antes de que el peón agrícola y amigo de Karen, Mitchell, fuera arrestado el 28 o 29 de marzo.

## Juicio
Mitchell se declaró culpable de cuatro cargos de asesinato con ensañamiento y tres cargos de agresión sexual. Una crema de manos utilizada por el asesino fue pieza clave como evidencia. Mitchell fue condenado en 1995 con veinticuatro años de edad y sentenciado a cuatro condenas consecutivas de cadena perpetua, con un periodo de negación de libertad condicional de 20 años. Según la serie televisiva Crime Investigation Australia, un juez ordenó que la manera exacta en que Daniel, Amara, y Katrina fueron asesinados debía ser eliminada. Debido a una protesta pública contra la sentencia, una apelación de la Corona ordenó que fuera revocado el periodo de no-libertad condicional. Le siguieron una serie de apelaciones del Tribunal Supremo, incluyendo una orden de que Mitchell nunca fuera liberado. 

## Libertad condicional
Mitchell permanece actualmente encarcelado en la Prisión Regional de Bunbury en Australia Occidental. Una apelación anuló finalmente la decisión de no liberación y restableció su periodo de 20 años no elegible, por lo que pudo optar a la libertad condicional en 2013, con una revisión de tres años en 2016. En septiembre de 2013, Mitchell fue rechazado. El fiscal general Michael Mischin declaró que su decisión para rechazar la libertad condicional estuvo basada en la gravedad del delito y la seguridad de la comunidad. Volvió a ser elegible en octubre de 2016, y de nuevo rechazada su libertad condicional. Tal como lo requieren los estatutos, su próxima revisión por parte de la junta directiva está prevista para septiembre de 2019.